# ستار جازيت
ستار جازيت (بالإنجليزية: Star-Gazette)‏ هي الصحيفة الرئيسية في إلميرا، نيويورك. يقع مقر المجلة في الميرا، وهي مملوكة لشركة جانيت.